# Фар (Іран)
Фар (перс. فر) — село в Ірані, у дегестані Поль-е Доаб, у бахші Заліян, шагрестані Шазанд остану Марказі. За даними перепису 2006 року, його населення становило 1042 особи, що проживали у складі 296 сімей.

## Клімат
Середня річна температура становить 11,92°C, середня максимальна – 30,42°C, а середня мінімальна – -8,55°C. Середня річна кількість опадів – 291 мм.
| Клімат поселення                              | Клімат поселення | Клімат поселення | Клімат поселення | Клімат поселення | Клімат поселення | Клімат поселення | Клімат поселення | Клімат поселення | Клімат поселення | Клімат поселення | Клімат поселення | Клімат поселення | Клімат поселення |
| Показник                                      | Січ.             | Лют.             | Бер.             | Квіт.            | Трав.            | Черв.            | Лип.             | Серп.            | Вер.             | Жовт.            | Лист.            | Груд.            |                  |
| Середній максимум, °C                         | 7,22             | 8,71             | 12,35            | 18,08            | 23,16            | 28,36            | 30,42            | 30,40            | 25,56            | 19,73            | 13,27            | 7,82             |                  |
| Середня температура, °C                       | −0,67            | 0,82             | 4,47             | 10,18            | 15,26            | 20,47            | 24,64            | 24,62            | 19,78            | 13,94            | 7,49             | 2,04             |                  |
| Середній мінімум, °C                          | −8,55            | −7,05            | −3,41            | 2,31             | 7,38             | 12,58            | 18,84            | 18,83            | 14,00            | 8,16             | 1,70             | −3,74            |                  |
| Норма опадів, мм                              | 44               | 39               | 52               | 39               | 33               | 6                | 1                | 1                | 0                | 8                | 27               | 41               |                  |
| Середньомісячна швидкість вітру, м/с          | 1.97             | 2.56             | 2.99             | 3.01             | 2.79             | 2.45             | 2.46             | 2.45             | 2.29             | 2.13             | 1.68             | 1.93             |                  |
| Середньомісячна сонячна радіація, кДж/м²·день | 9040             | 12289            | 14857            | 18159            | 22167            | 26963            | 25885            | 24090            | 21224            | 15677            | 10893            | 8838             |                  |
| --------------------------------------------- | ---------------- | ---------------- | ---------------- | ---------------- | ---------------- | ---------------- | ---------------- | ---------------- | ---------------- | ---------------- | ---------------- | ---------------- | ---------------- |
| Джерело:                                      |                  |                  |                  |                  |                  |                  |                  |                  |                  |                  |                  |                  |                  |